# 鶴卷溫泉站
鶴卷溫泉站（日语：／ Tsurumaki-onsen eki */?）是一個位於神奈川縣秦野市鶴卷北二丁目，屬於小田急電鐵小田原線的鐵路車站。車站編號是OH 37。

## 歷史
- 1927年（昭和2年）4月1日 - 鶴卷站開業。為「直通」班次停靠站。站房原在南口，後年移至北口。
- 1930年（昭和5年）3月15日 - 改稱鶴卷溫泉站。
- 1937年（昭和12年）9月1日 - 本站成為急行班次停靠站。
- 1944年（昭和19年）
  - 10月20日 - 再度改稱鶴卷站。
  - 11月 - 太平洋戰爭戰況惡化，急行停止運行。
- 1945年（昭和20年）6月 - 各站停車延伸至全線，本站為各站停車停靠站。同時廢止「直通」班次。
- 1946年（昭和21年）10月1日 - 新增準急班次，為其停靠站。
- 1949年（昭和24年）10月1日 - 恢復急行班次，為其停靠站。
- 1955年（昭和30年）3月25日 - 新增通勤急行班次，為其停靠站。
- 1958年（昭和33年）4月1日 - 再度改稱鶴卷溫泉站。
- 1960年（昭和35年）3月25日 - 新增通勤準急班次，為其停靠站。
- 2004年（平成16年）12月11日 - 新增快速急行、區間準急班次，為其停靠站。
- 2008年（平成20年） - 設置斜坡（北口）、多功能廁所等設備。
- 2012年（平成24年）3月17日 - 本厚木以西取消區間準急，本站不再停靠區間準急班次。
- 2018年（平成30年）
  - 3月17日 - 伊勢原以西廢除準急，本站不再停靠準急列車。
  - 6月23日 - 南口檢票口移至天橋南側，電梯、電扶梯啟用[2]。

### 站名由來
設站時以當地「中郡大根村大字落幡字鶴卷田」（昭和大合併後，大字落幡改名鶴卷）命名為鶴卷站。後以車站附近的鶴卷溫泉改名為鶴卷溫泉站，太平洋戰爭期間因「溫泉」站名在緊急情況下不太合適而再改回鶴卷站。戰後再次更改為「鶴卷溫泉」。

## 車站構造
本站是側式月台2面2線地面車站。月台間有天橋聯繫。
站房位於伊勢原側，1號月台在南口，2號月台在北口，皆有自動售票機、自動驗票閘門、自動精算機。站員僅在北口。首班車至7:15為止沒有站員。站房原在南口，之後移往距離旅館街較近的北口並在南口設置臨時剪票口，數年後成為常設剪票口。
本站月台位於彎道上，月台與電車間最大的間隙達15公分。
月台東起為1號月台。
2014年度的設備投資計畫，規劃新設本站的列車資訊顯示器
，現設於剪票口附近。
2016年4月9日，南口往新宿側移動。
2017年3月4日，因應鶴卷溫泉站橋上剪票口整備事業，實施天橋替換工程。
2018年6月23日，鶴卷溫泉站橋上剪票口整備事業完成，南口檢票口移至天橋南側，電梯、電扶梯啟用。

### 月台配置
月台東起為1號月台。
| 月台 | 路線     | 方向 | 目的地                       |
| ---- | -------- | ---- | ---------------------------- |
| 1    | 小田原線 | 下行 | 小田原、箱根湯本方向         |
| 2    | 小田原線 | 上行 | 相模大野、新宿、千代田線方向 |

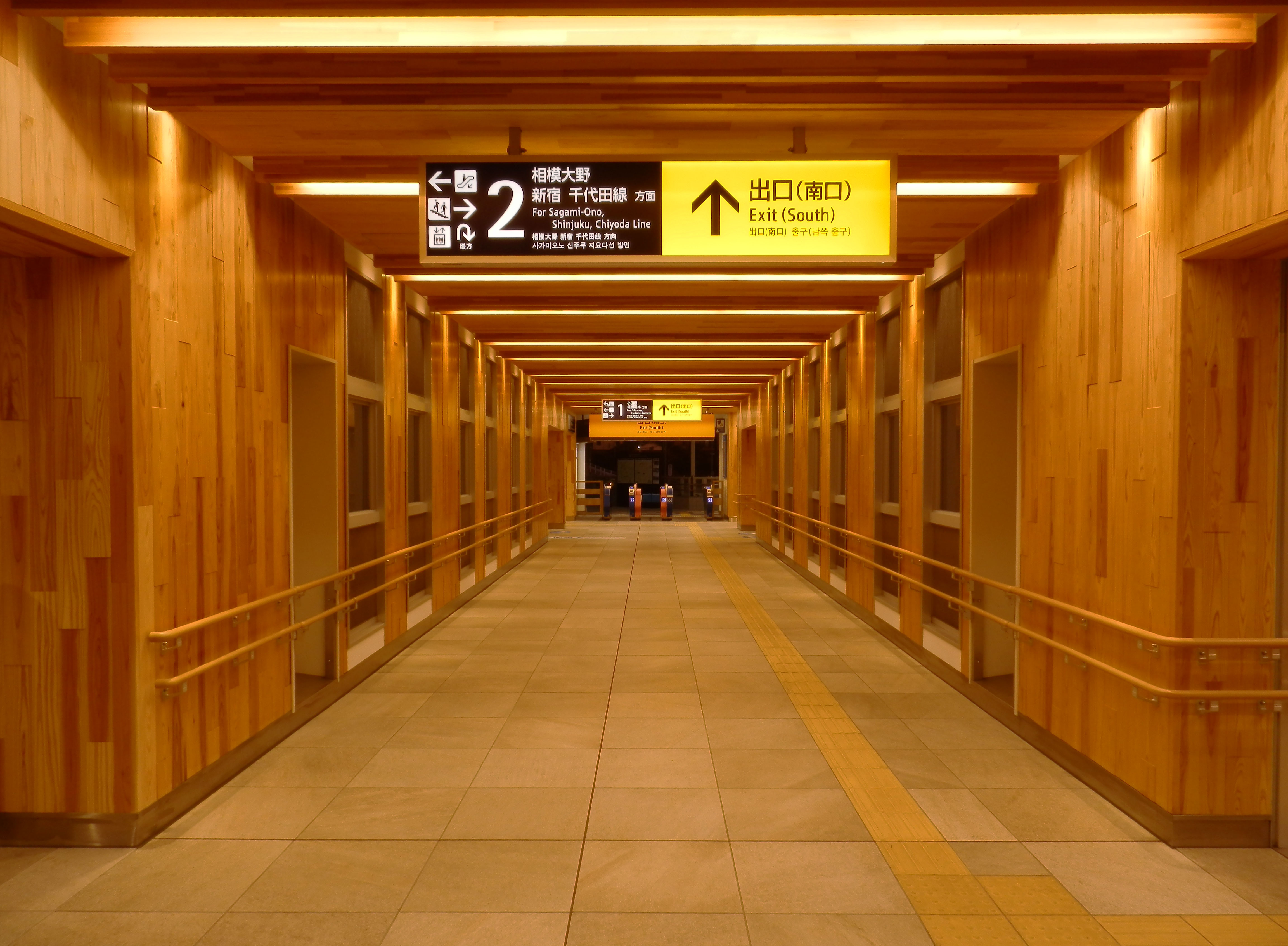
南口付費區通道（2018年7月22日）
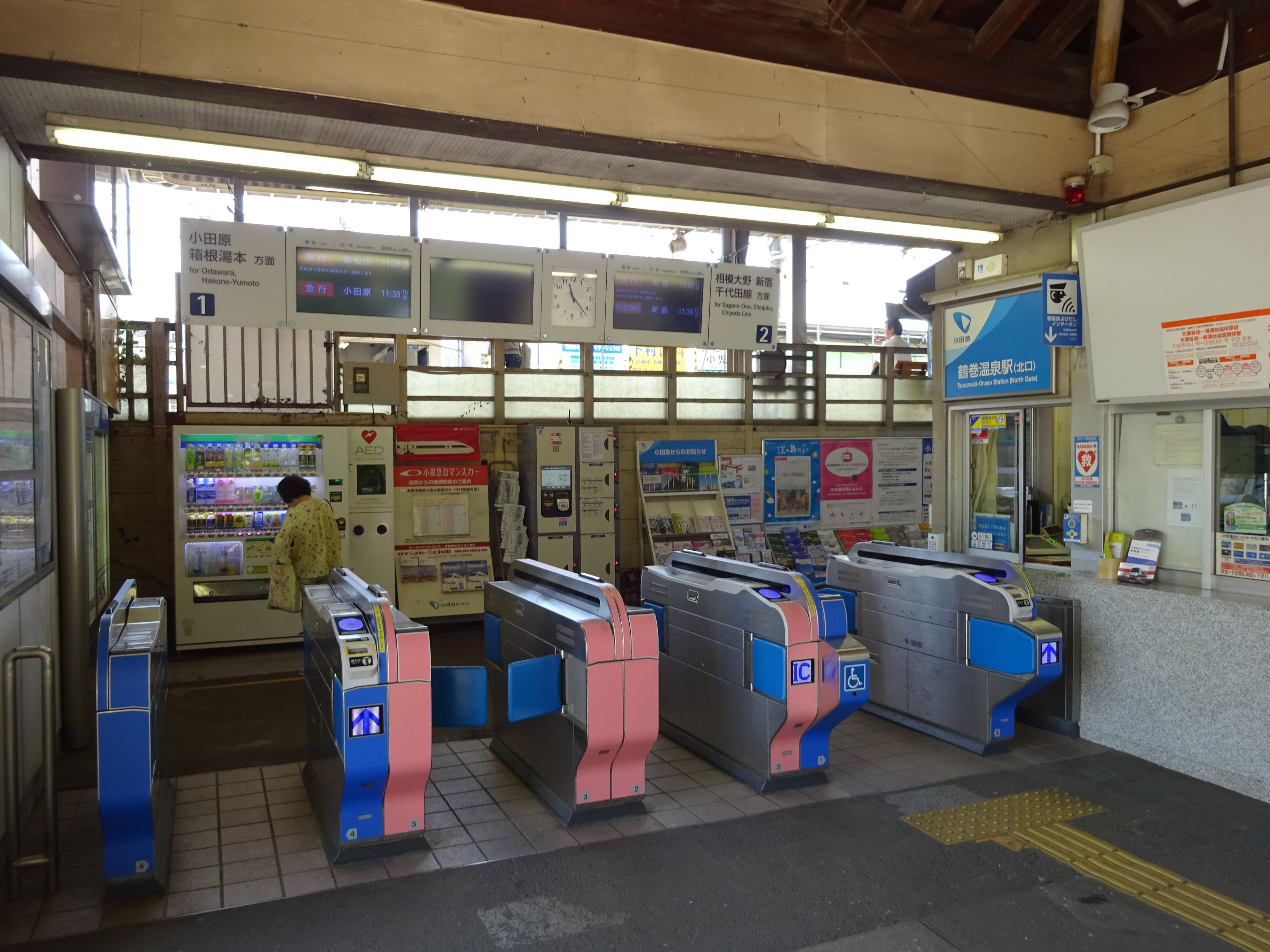
北口剪票口（2017年6月17日）
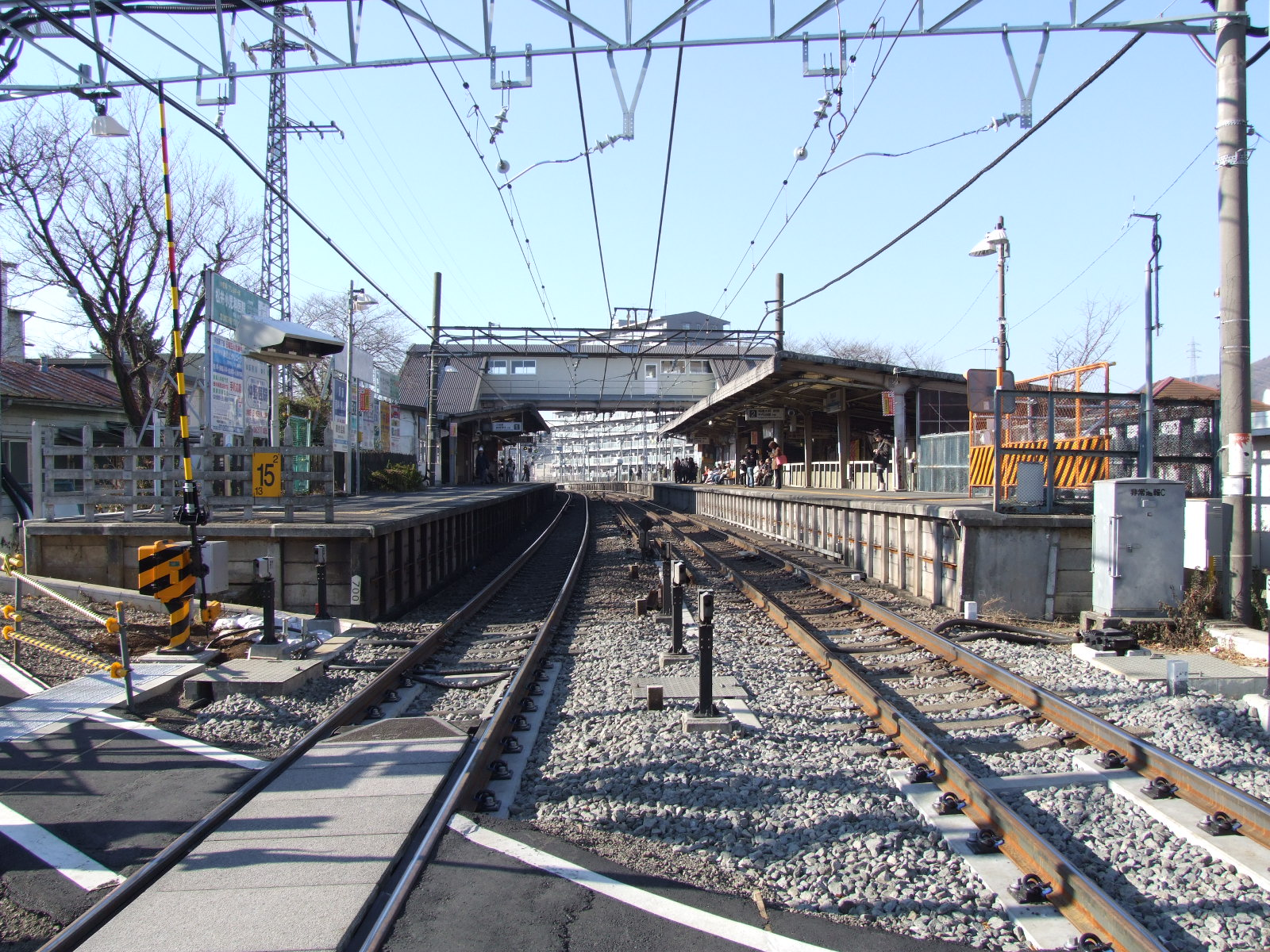
站內（2008年1月）
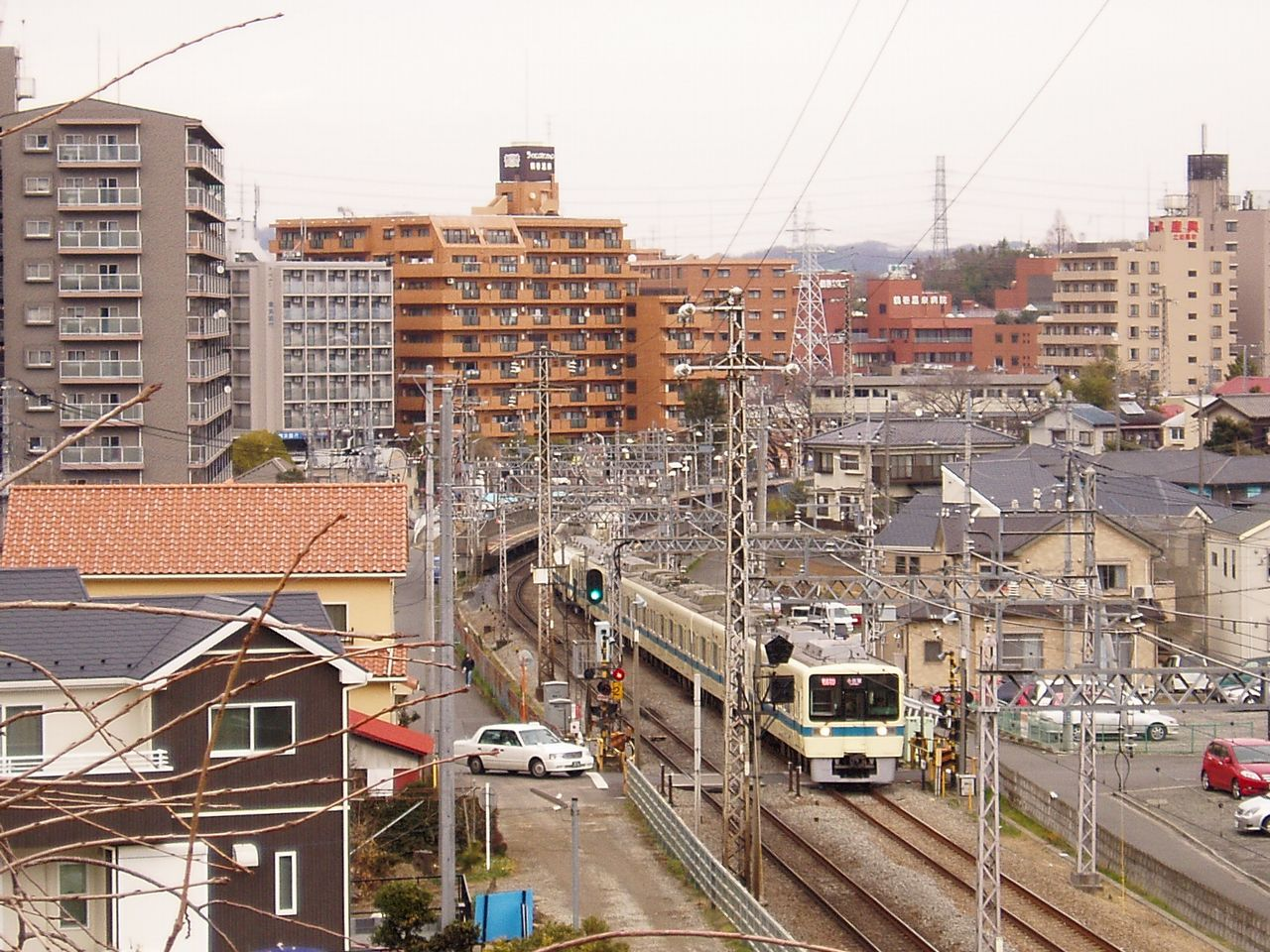
東海大學前站方向眺望本站（2008年1月3日）

## 使用情況
2017年度1日平均上下車人次為15,041人。小田急線全70站中名列58位。是快速急行與急行停靠站中使用人次最少的一站。
近年上下車人次、上車人次變化如下表。
| 年度               | 1日平均 上下車人次 | 1日平均 上車人次 | 來源     |
| ------------------ | ------------------ | ---------------- | -------- |
| 1982年（昭和57年） | 9,770              |                  |          |
| 1995年（平成07年） |                    | 8,033            | [ * 1 ]  |
| 1998年（平成10年） |                    | 8,059            | [ * 2 ]  |
| 1999年（平成11年） |                    | 7,909            | [ * 3 ]  |
| 2000年（平成12年） |                    | 7,799            | [ * 3 ]  |
| 2001年（平成13年） | 16,081             | 7,997            | [ * 4 ]  |
| 2002年（平成14年） | 16,014             | 7,989            | [ * 5 ]  |
| 2003年（平成15年） | 16,128             | 8,103            | [ * 6 ]  |
| 2004年（平成16年） | 15,939             | 8,012            | [ * 7 ]  |
| 2005年（平成17年） | 15,797             | 7,943            | [ * 8 ]  |
| 2006年（平成18年） | 15,926             | 8,009            | [ * 9 ]  |
| 2007年（平成19年） | 15,959             | 8,069            | [ * 10 ] |
| 2008年（平成20年） | 16,055             | 8,089            | [ * 11 ] |
| 2009年（平成21年） | 15,580             | 7,854            | [ * 12 ] |
| 2010年（平成22年） | 15,266             | 7,700            | [ * 13 ] |
| 2011年（平成23年） | 14,998             | 7,565            | [ * 14 ] |
| 2012年（平成24年） | 15,130             | 7,648            | [ * 15 ] |
| 2013年（平成25年） | 15,431             | 7,812            | [ * 16 ] |
| 2014年（平成26年） | 15,104             | 7,641            | [ * 17 ] |
| 2015年（平成27年） | 15,154             | 7,676            | [ * 18 ] |
| 2016年（平成28年） | 15,021             | 7,602            | [ * 19 ] |
| 2017年（平成29年） | 15,041             |                  |          |

## 車站周邊

### 北口
近年周邊興建了多棟公寓。

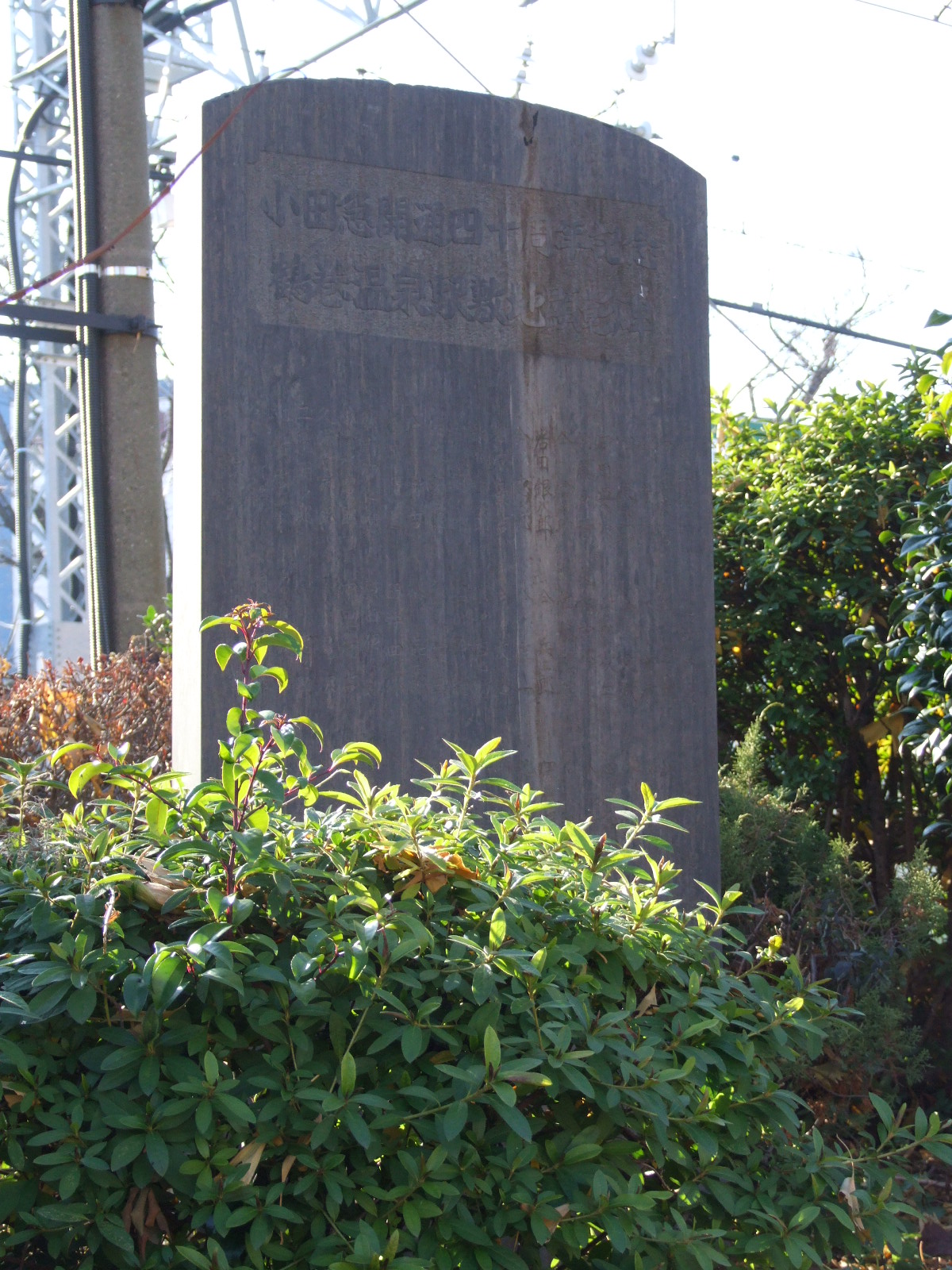
小田急開通四十周年紀念鶴卷溫泉站建地表揚碑（2008年1月6日）

- 小田急開通四十周年紀念鶴卷溫泉站建地表揚 - 為紀念小田急小田原線開通40周年所建
- 落幡村村名保存碑 - 鶴卷舊名「落幡（おちはた）」紀念碑
- 鶴卷溫泉（日语：鶴巻温泉）
- 元湯·陣屋（日语：元湯・陣屋） - 將棋等對局頻繁舉行的老牌溫泉旅館。
- 鶴卷溫泉醫院
- 弘法山（日语：弘法山）
- 秦野市立宮永岳彥（日语：宮永岳彦）紀念美術館
- FOOD ONE（日语：三和）鶴卷店

### 南口
近年南口完成站前圓環。
- 鶴卷郵便局

- 大根公園（おおね公園）
- 落幡神社（日语：落幡神社）

### 巴士路線
北口、南口圓環有巴士站。由神奈川中央交通運行。2018年8月11日起南口圓環啟用。
鶴卷溫泉站
- 伊59系統 - 經大住台往伊勢原站北口
- 卷11系統 - 經串橋下往伊勢原車庫（日语：神奈川中央交通伊勢原営業所）

鶴卷溫泉站南口
- 卷02系統 - 經東海大學前站南口往下大槻團地

- 秦44系統 - 經東海大學前站南口、下大槻團地往秦野站
- 卷12系統 - 經真田神社前往東海大學

## 相鄰車站
小田急電鐵
 小田原線

■快速急行、■急行、■各站停車
伊勢原（OH 36）－鶴卷溫泉（OH 37）－東海大學前（OH 38）

## 外部連結
- 鶴卷溫泉 - 小田急電鐵